# August Momberger
August »Bubi« Momberger, nemški dirkač, * 26. junij 1905, Nemčija, † 22. december 1969, Nemčija.
August Momberger se je rodil 26. junija 1905. Dirkati je začel na gorskih dirkah v začetku dvajsetih. Sotekmovalci so mu nadeli vzdevek »Bubi«. Na dirkah za Veliko nagrado je debitiral v sezoni 1926, ko je na dirki za Veliko nagrado Nemčije z dirkalnikom NSU odstopil. Na dirki za Veliko nagrado Nemčije je nastopil tudi v sezoni 1928, tokrat v moštvu Automobiles Ettore Bugatti z dirkalnikom Bugatti T35B, toda ponovno je odstopil. Nato je prestopil v moštvo Daimler-Benz AG, za katerega je nastopil na dveh dirkah v sezoni 1929, Veliki nagradi Rima, kjer je z dirkalnikom Mercedes SS odstopil, in Veliki nagradi Monze, kjer je z dirkalnikom Mercedes SSK s tretjim mestom dosegel svoj prvi večji dirkaški uspeh. V sezoni 1931 je bil rezervni dirkač moštva na dirki za Veliko nagrado Nemčije, toda ni dobil priložnosti nastopa. Nato se je upokojil kot dirkač, toda v sezoni 1934 se je ponovno vrnil z moštvom Auto Union AG, ki je predstavilo svoj prvi dirkalnik Auto Union Typ A. Že na prvi dirki z njim, Avusrennen, je dosegel tretje mesto, nastopil pa je nastopil še na šestih dirkah in dosegel uvrstitev kariere z drugim mestom na dirki za Veliko nagrado Švice in sedmo mesto na dirki za Veliko nagrado Italije. Po koncu sezone se je dokončno upokojil kot dirkač. Umrl je leta 1969.